# Jürgen Drews
Jürgen Ludwig Drews (Nauen, 2 april 1945) is een Duits schlagerzanger.
Hij bracht zijn jeugd door in Schleswig en was al vroeg met muziek bezig. Op 15-jarige leeftijd werd hij uitgeroepen tot beste banjospeler van Sleeswijk-Holstein. Hij was toen lid van de jazzband Schnirpels. Hierna ging hij bij de studentenband Monkeys spelen. In 1967 werd hij sologitarist bij de Kielse band Chimes Of Freedom. Op verzoek van de manager wijzigde de band de naam in Die Anderen. Hij werkte dat jaar ook mee aan de eerste in een rij van zeven films van Der Lümmel von der ersten Bank. Er werden twee langspeelplaten uitgebracht en voor optredens in de Verenigde Staten nam de band de naam Apocalypse aan. Nadat de platenfirma failliet ging werd ook de band opgeheven. Nadat hij een korte carrière als toneelspeler in Rome had ging hij begin jaren zeventig zingen bij de Les Humphries Singers. In 1973 startte hij parallel een solocarrière en had in 1976 zijn eerste solohit met Ein Bett im Kornfeld (een cover van Let Your Love Flow van de Bellamy Brothers). Datzelfde jaar nam hij als deel van de Les Humphries Singers deel aan het Songfestival in Den Haag met het lied Sing Sang Song, dat op een vijftiende plaats eindigde.
In de jaren tachtig werd het stil in Duitsland rond Drews. Onder de naam J.B. Drews probeerde hij een carrière in de Verenigde Staten uit te bouwen. Zijn eerste single Don’t want nobody bereikte de 79ste plaats in de Billboard Hot 100. Hij slaagde er echter niet in door te breken.
Pas begin jaren negentig maakte hij een comeback op de Duitse markt. Hij werkte nu ook als muziekproducent. In 1995 had hij samen met Stefan Raab en Bürger Lars Dietrich een hit met een nieuwe opname van zijn hit Ein Bett im Kornfeld. Met zijn schlagerhit König von Mallorca stond hij opnieuw in de belangstelling.
In 2007 kwam er een reünie met de Les Humphries Singers. In oktober 2009 werd de nieuwe single Ich bau dir ein Schloss (niet te verwarren met de gelijknamige single van Heintje), een groot succes door uit het niets op de tiende plaats in de Duitse hitparade te belanden. Het was zijn eerste top tien-hit in 32 jaar.
In de jaren tachtig was hij met Corinna Drews gehuwd, met wie hij een zoon heeft; Fabian. Sinds 1995 is hij met Ramona getrouwd en kreeg op 27 september 1995 een dochter met haar. Zijn dochter heet Joelina en is op haar 15e begonnen met zingen (voor het grote publiek), ze heeft meteen al een hit in Amerika, ze wil net als haar vader bij de Après-ski hits komen, alleen met een andere muziekstijl dan haar vader.

## Hits in Duitsland
- 1976 - Ein Bett im Kornfeld

- Gemeinsame Normdatei: 130425753
- International Standard Name Identifier: 0000 0000 5545 4115
- Library of Congress Control Number: n78054815
- MusicBrainz: bef3df97-224c-4d3c-b09f-4cefb941dedf
- Nationale Bibliotheek van Israël: 987007415749105171
- Virtual International Authority File: 77421266
- WorldCat: E39PBJtxgdQkdhChJ6C9RpcXVC